# Rubén Corbo
Rúben Romeo Corbo Burmia (Uruguay, 20 de enero de 1952) es un exfutbolista uruguayo que se desempeñó como delantero y que militó en diversos clubes de Uruguay y México. Recibió 22 llamados por la Selección Nacional de Uruguay y jugó en la Copa Mundial FIFA en Alemania en 1974. Su hermano es Walter Corbo segundo portero de Uruguay en la Copa del Mundo en México en 1970, detrás del portero titular Ladislao Mazurkiewicz.

## Carrera
Conocido como El Pato (por su forma característica de caminar) jugó futbol profesional en México después de participar para la Selección de Uruguay en la Copa del Mundo de 1974. Después de seis exitosas campañas jugando como extremo izquierdo de La Pandilla del Monterrey donde anotó 70 goles para el club. Corbo se unió al Tampico F.C., apodados Los Jaibos para la temporada 1980-81 en la Primera División. Tuvo un éxito de inmediato con el Tampico, en donde se reunió con otros compañeros como Basilio Bacho Salazar, Jorge Garibaldi y Francisco Bertocchi. Pero el equipo tamaulipeco descendió a la Segunda División en la temporada 1981-82 y Corbo se mudó al equipo llamado La Jaiba Brava del Tampico-Madero por dos temporadas más en donde se retiraría posteriormente.

## Clubes
| Club                      | País    | Año         |
| ------------------------- | ------- | ----------- |
| Racing Club de Montevideo | Uruguay | 1970        |
| Peñarol                   | Uruguay | 1971 - 1974 |
| Monterrey                 | México  | 1975 - 1980 |
| Tampico A.C.              | México  | 1980 - 1982 |
| Tampico Madero            | México  | 1982 - 1984 |

## Selección nacional
Ha sido internacional con la selección de fútbol de Uruguay; donde jugó 23 partidos internacionales y no anotó goles para dicho seleccionado. Incluso participó con su selección, en una sola Copa del Mundo. La única Copa Mundial que Corbo estuvo con su selección, fue en la edición de Alemania Federal 1974, donde su selección quedó eliminado en primera fase, siendo último de su grupo.